# Кимура, Дзироэмон
Дзироэмон Кимура (яп. 木村 次郎右衛門 Кимура Дзиро:эмон, 19 апреля 1897, Кётанго, Японская империя — 12 июня 2013, Кётанго, Киото) — японский супердолгожитель. Старейший из когда-либо живших мужчин, чей возраст установлен достоверно. Прожил 116 лет и 54 дня, что соответствует 42 422 дням. С 25 сентября 2011 года до своей кончины являлся старейшим из живущих мужчин, а с 17 декабря 2012 года — старейшим человеком в мире.

## Биография
Родился и проживал в городе Камиукава (префектура Киото, Япония). Проработав 45 лет в местном почтовом отделении, Кимура ушёл на пенсию и занимался хозяйством на своей ферме вплоть до 90 лет, пока не начали слабеть ноги.
Дзироэмон Кимура стал старейшим мужчиной в Японии после смерти Томодзи Танабэ из префектуры Миядзаки 19 июня 2009 года. Встречая на пороге своего дома репортёров, пришедших поздравить его и взять интервью, Кимура сказал по-английски: «Огромное вам спасибо! Я так взволнован!». Долгожитель заявил, что ему было очень приятно получить этот титул.
Секрет своего долголетия он объяснял физической активностью и здоровым регулярным умеренным питанием: «Нужно есть в меру, какой бы вкусной ни была еда».
Больше всего долгожитель интересовался политикой, в особенности происшедшим в 2009 году укреплением позиций Демократической партии, часто смотрел телетрансляции заседаний Парламента. Кимура призывал парламентариев уладить свои разногласия: «Они должны больше уделять внимания вещам, которые полезны народу». Кроме того, Кимура проявлял интерес к соревнованиям по сумо, но выражал недовольство современным положением в этом виде спорта: «Я бы хотел видеть больше японских сумоистов на помосте».
Дзироэмон Кимура не терял интереса к жизни: «Мои слух и зрение слабеют, но я буду жить каждый из тех дней, что мне ещё отпущены».
На сентябрь 2009 года у Дзироэмона Кимуры было 7 детей, 14 внуков, 25 правнуков и 9 праправнуков. Кимура жил вместе с женой старшего сына и женой внука и высоко ценил поддержку своих родственников. Долгожитель давал напутствие молодым поколениям: «Я хочу, чтобы они помогали друг другу, и желаю им счастливой семейной жизни».
С 17 декабря 2012 года, после смерти американо-итальянской долгожительницы Дины Манфредини, Кимура стал старейшим живущим жителем Земли, а с 28 декабря 2012 — также старейшим мужчиной, когда-либо жившим на Земле.
19 апреля 2013 года стал первым и до настоящего времени единственным из когда-либо живших мужчин, чей достоверно установленный возраст превысил 116 лет.
Умер в больнице от пневмонии в возрасте 116 лет и 54 дней 12 июня 2013 года, имея 7 детей, 14 внуков, 25 правнуков и 13 праправнуков. На момент смерти он оставался последним верифицированным мужчиной, рождённым в XIX веке, а также последним человеком, родившимся в 1897 году. При этом он ещё и был вторым старейшим японцем в истории, уступая только Танэ Икаи.

## Рекорды долголетия
- 19 июня 2009 года после смерти японского долгожителя Томодзи Танабэ, Кимура в возрасте 112 лет 61 день стал старейшим мужчиной в Японии.
- 19 апреля 2011 года Дзироэмон Кимура стал шестым подтверждённым мужчиной, достигшим возраста 114 лет.
- 10 июля 2011 года Дзироэмон Кимура в возрасте 114 лет 82 дня стал 5-м подтверждённым старейшим мужчиной Земли.
- 13 июля 2011 года Дзироэмон Кимура в возрасте 114 лет 85 дней стал 75-м подтверждённым старейшим жителем Земли.
- 25 сентября 2011 года после смерти Орасио Сели Мендосы Дзироэмон Кимура в возрасте 114 лет 159 дней стал самым старым мужчиной на Земле, 7-м подтверждённым старейшим мужчиной Земли и последним мужчиной, родившимся до 1900 года.
- 26 октября 2011 года Дзироэмон Кимура в возрасте 114 лет 190 дней стал 4-м подтверждённым старейшим мужчиной Земли и бесспорным рекордсменом по долгожительству среди японских мужчин.
- 2 декабря 2011 года Дзироэмон Кимура в возрасте 114 лет 227 дней стал старейшим живущим жителем Японии после смерти японской долгожительницы Тиёно Хасэгавы.
- 19 апреля 2012 года Дзироэмон Кимура стал третьим подтверждённым мужчиной, достигшим возраста 115 лет.
- 17 декабря 2012 года Кимура стал старейшим живущим жителем Земли после смерти американки итальянского происхождения Дины Манфредини.
- 28 декабря 2012 года Кимура стал старейшим из когда-либо живших верифицированных мужчин.
- 5 марта 2013 года Дзироэмон Кимура стал 8-м старейшим верифицированным жителем Земли за всю историю, обогнав по возрасту Мэгги Барнс.
- 19 апреля 2013 года Дзироэмон Кимура стал первым мужчиной, чей подтверждённый возраст достоверно превысил 116 лет.
- 23 мая 2013 года после смерти Джеймса Сиснетта Кимура стал последним верифицированным мужчиной, рождённым в XIX веке.

## Комментарии
1. ↑  Ранее ошибочно считалось, что стал 15 апреля после смерти Уолтера Брюнинга, однако в реальности стал им только после смерти Орасио Сели Мендосы, который был верифицирован лишь посмертно в 2024 году.